# Cirphis costalis
Cirphis costalis är en fjärilsart som beskrevs av Walker 1865. Cirphis costalis ingår i släktet Cirphis och familjen nattflyn. Inga underarter finns listade i Catalogue of Life.